# 10 janvier
Pour les articles homonymes, voir Dix-Janvier.
10 décembre 10 février
Chronologies thématiques
- Croisades
- Ferroviaires
- Sports
- Disney
- Anarchisme
- Catholicisme

Abréviations / Voir aussi
- (° 1852) = né en 1852
- († 1885) = mort en 1885
- a.s. = calendrier julien
- n.s. = calendrier grégorien
- Calendrier
- Calendrier perpétuel
- Liste de calendriers
- Naissances du jour

Le 10 janvier est le 10e jour de l'année du calendrier grégorien.
Il reste 355 jours avant la fin de  l'année, 356 lorsqu'elle est bissextile.
C'était généralement le 21e jour du mois de nivôse dans le calendrier républicain / révolutionnaire français, officiellement dénommé jour de la gypse (ou pierre à plâtre).

## Événements

### Iersiècleav. J.-C.
- -49 : Jules César traverse le Rubicon pour se rendre vers Rome avec ses troupes, déclenchant ainsi une guerre civile.

### Iersiècle
- 9 : Wang Mang devient empereur de Chine (début de la dynastie Xin).
- 69 : Galba adopte Lucius Calpurnius Piso Licinianus, faisant de lui son héritier au trône romain.

### XIVesiècle
- 1356 : promulgation de la Bulle d'or.

### XVesiècle
- 1430 : fondation de l'ordre de la Toison d'or.
- 1475 : victoire d'Étienne III de Moldavie contre l'Empire ottoman (bataille de Vaslui).

### XVIIesiècle
- 1642 : Charles Ier d'Angleterre est chassé de Londres.

### XVIIIesiècle
- 1793 : deuxième bataille de Saint-Fulgent pendant la guerre de Vendée.

### XIXesiècle
- 1870 : assassinat de Victor Noir par Pierre-Napoléon Bonaparte.

### XXesiècle
- 1916 : début de la bataille d'Erzurum pendant la campagne du Caucase de la première guerre mondiale.
- 1917 : début des manifestations des Silent Sentinels demandant le droit de vote des femmes aux États-Unis.
- 1920 :
  - promulgation du traité de Versailles de juin 1919 ;
  - création de la Société des Nations.
- 1922 : Arthur Griffith devient président du Dáil Éireann irlandais.
- 1923 : début de la révolte de Klaipėda.
- 1934 : exécution du bouc-émissaire pour l'incendie du Reichstag Marinus van der Lubbe.
- 1947 : résolution no 16 du conseil de sécurité des Nations unies sur le territoire libre de Trieste.
- 1966 : la déclaration de Tachkent met fin à la deuxième guerre indo-pakistanaise.
- 1997 : Arnoldo Alemán devient président du Nicaragua.

### XXIesiècle
- 2003 : retrait de la Corée du Nord du traité sur la non-prolifération des armes nucléaires.
- 2007:
  - Daniel Ortega devient président du Nicaragua.
  - Karim Massimov devient premier ministre du Kazakhstan.
  - Début d'une grève générale en Guinée.
- 2010 : référendum sur l'autonomie de la Guyane.
- 2011 : Euskadi ta Askatasuna annonce un cessez-le-feu permanent[1].
- 2013 : le président auto-proclamé de la République centrafricaine Michel Djotodia démissionne.
- 2019 :
  - en république démocratique du Congo, la commission électorale proclame Félix Tshisekedi, candidat d'une partie de l'opposition, vainqueur de l'élection présidentielle, ce que conteste l'autre opposant Martin Fayulu ;
  - en Syrie, les djihadistes de Hayat Tahrir al-Cham prennent le contrôle du gouvernorat d'Idlib après dix jours de combats contre les rebelles pro-turcs du Front national de libération.
- 2020 : en Oman, décès du Sultan Qabus ibn Saïd qui a régné sur son pays pendant un demi-siècle. La Cour dispose de trois jours pour désigner son successeur en son sein car il n'a pas d'héritier direct[2].
- 2021 :
  - au Kazakhstan, élections législatives des membres du Majilis, la chambre basse du Parlement du pays avec la victoire attendue du parti Nour-Otan au pouvoir[3].
  - au Kirghizistan, élection présidentielle anticipée, à la suite de la démission de Sooronbay Jeenbekov après des manifestations en 2020. Sadyr Japarov, emprisonné pour enlèvement jusqu'à sa libération de 2020 par des affidés, Premier ministre depuis le 6 octobre 2020 et président de la République par intérim du 15 octobre au 14 novembre 2020, est élu président de la République[4]. Un référendum est organisé simultanément sur le maintien du régime parlementaire en vigueur ou le passage à un régime présidentiel[5]. L'opposition craint une dérive "populiste" du pays[6]. Et c'est ce dernier qui est approuvé[7].
- 2022 : aux Pays-Bas, le Premier ministre Mark Rutte forme son quatrième gouvernement, près d'un an après la démission du précédent[8].

## Art, culture et religion
- 236 : Fabien devient pape.
- 1776 : publication de Common Sense par Thomas Paine.
- 1927 : sortie en Allemagne du film Metropolis de Fritz Lang.
- 1929 : publication de Tintin au pays des Soviets de Hergé, dans Le Petit Vingtième supplément pour la jeunesse du quotidien belge francophone Le XXe siècle.
- 1936 : Antonin Artaud s'embarque vers le Mexique pour une série de conférences au bénéfice de l'Alliance française.
- 1949 : RCA Records lance les premiers disques vinyles microsillon à 45 tours.
- 1975 : premier numéro du nouveau magazine littéraire français télévisé d'Antenne 2 Apostrophes de Bernard Pivot[9].
- 1997 : sortie française en salles de cinémas du film Evita du Britannique Alan Parker avec l'Italo-Américaine Madonna dans le rôle titre de l'Argentine Eva Duarte Perón morte prématurément et dans l'interprétation des chansons de la B.O[9].
- 2020 : célébration liturgique catholique du baptême de Jésus-Christ adulte [10].

## Sciences et techniques
- 1863 : ouverture au public du premier métro à Londres.
- 1946 : premier contact radar avec un astre (la Lune).
- 1990 : vol inaugural du McDonnell Douglas MD-11.

## Économie et société
- 1849 : loi instituant l'Assistance publique en France.
- 1942 : le barreau du Québec admet Maîtres Élisabeth Monk et Suzanne Filion comme premières femmes avocates[11].
- 1991 : promulgation de la loi Évin relative à la lutte contre le tabagisme et l'alcoolisme en France.
- 1994 : naissance du quotidien français InfoMatin.
- 2005 : entrée en vigueur de l'interdiction de fumer dans tous les lieux publics en Italie.

## Naissances

### XVesiècle
- 1480 : Marguerite, princesse d'Autriche et gouvernante des Pays-Bas, tante de l'empereur Charles Quint († 1er décembre 1530).

### XVIesiècle
- 1573 : Simon Marius, astronome allemand († 26 décembre 1624).

### XVIIesiècle
- 1607 : Isaac Jogues, missionnaire jésuite français († 18 octobre 1646).
- 1638 : Niels Stensen, anatomiste et géologue danois († 26 novembre 1686).

### XVIIIesiècle
- 1729 : Lazzaro Spallanzani, biologiste italien († 12 février 1799).
- 1747 : Abraham Breguet, horloger suisse († 17 septembre 1823)[12].
- 1755 : Édouard-Léonor Havin, homme politique français († 16 août 1829).
- 1769 : Michel Ney, militaire français († 7 décembre 1815)[12].

### XIXesiècle
- 1819 : Pierre-Édouard Frère, peintre français († 23 mai 1886).
- 1834 : John Emerich Edward Dalberg-Acton, historien et homme politique britannique († 19 juin 1902).
- 1835 : Fukuzawa Yukichi, écrivain, enseignant, traducteur et théoricien politique japonais († 3 février 1901).
- 1839 : Charles-Albert Gerbais de Sonnaz, comte, diplomate et homme politique italien († 16 avril 1920).
- 1840 : Louis-Nazaire Bégin, prélat canadien, archevêque de Québec de 1898 à 1925 († 18 juillet 1925).
- 1859 : Francisco Ferrer, libre-penseur et pédagogue espagnol († 13 octobre 1909).
- 1863 : Félix Wielemans, militaire, chef d'état-major belge († 5 janvier 1917)
- 1873 : George Orton, athlète spécialiste du demi-fond, premier Canadien médaillé et champion olympique († 26 juin 1958).
- 1874 : Albert Mathiez, historien français († 25 février 1932).
- 1875 : Issai Schur, mathématicien russe († 10 janvier 1941).
- 1880 : Grock (Charles Adrien Wettach dit), clown suisse († 14 juillet 1959).
- 1886 : 
  - Aita Donostia, prêtre et musicien espagnol († 30 août 1956).
  - Assar Hadding, géologue suédois († 20 juin 1962).
  - John Mathai, homme politique indien († 2 novembre 1959).
  - Nadejda Oudaltsova, artiste russe puis soviétique († 25 janvier 1961).
  - Roman von Ungern-Sternberg, militaire russe († 15 septembre 1921).
- 1890 : Grigory Landsberg (Григорий Самуилович Ландсберг), physicien russe († 2 février 1957).

### XXesiècle
- 1903 :
  - Flaminio Bertoni, designer automobile italien († 7 février 1964).
  - Barbara Hepworth, sculpteur britannique († 20 mai 1975).
- 1904 : Raymond Wallace « Ray » Bolger, acteur et danseur américain († 15 janvier 1987).
- 1905 : Ruth Moufang, mathématicienne allemande († 26 novembre 1977).
- 1908 :
  - Paul Henreid, acteur autrichien († 29 mars 1992).
  - Bernard Lee, acteur britannique († 16 janvier 1981).
- 1909 : Jean-Jacques Delbo, acteur français († 20 mai 1996).
- 1910 : Jean Martinon, chef d’orchestre et compositeur français († 1er mars 1976).
- 1913 : Gustáv Husák, homme politique président de la République socialiste tchécoslovaque de 1975 à 1989 († 18 novembre 1991).
- 1914 : Robert Darène, réalisateur français († 15 janvier 2016).
- 1915 : Laure Diebold dite Mado, résistante française († 17 octobre 1965).
- 1917 : Gerald « Jerry » Wexler, journaliste et producteur de musique américain († 15 août 2008).
- 1920 :
  - Émile Danoën, écrivain français († 7 mai 1999).
  - Georges Marchal, acteur français († 28 novembre 1997)[12].
- 1921 :
  - Boris Fraenkel, homme politique et écrivain franco-allemand († 23 avril 2006).
  - Rodger Ward, pilote de course automobile américain († 5 juillet 2004).
- 1922 : Michel Henry, philosophe et romancier français († 3 juillet 2002).
- 1923 : Paul Mercey (Paul Georges Muller dit), acteur français († 7 janvier 1988).
- 1924 :
  - Eduardo Chillida, sculpteur espagnol († 19 août 2002).
  - Ludmilla Chiriaeff, danseuse, chorégraphe et directrice de troupe de ballet canadienne d’origine lettonne († 22 septembre 1996).
  - Pierre Plateau, prélat français, archevêque  de Bourges († 26 avril 2018).
  - Maxwell Lemuel « Max » Roach, percussionniste, batteur et compositeur de jazz américain († 16 août 2007).
- 1927 :
  - Gisele MacKenzie (Gisèle Marie Louise Marguerite LaFlèche dite), chanteuse canadienne († 5 septembre 2003).
  - John Alvin « Johnnie » Ray, acteur américain († 24 février 1990).
- 1930 : Kim Winona, actrice américaine († 23 juin 1978).
- 1932 : 
  - Louis Rwagasore, homme d'État burundais, fils du mwami et Premier ministre du Burundi en 1961 († 13 octobre 1961).
  - József Szécsényi, athlète de lancer de disque hongrois († 21 mars 2017).
- 1933 : Julien Youlek Stopyra, footballeur français († 24 janvier 2015).
- 1934 : 
  - Alain Paul Bonnet, homme politique français[12] († 7 février 2017).
  - Leonid Kravtchouk, président de l'Ukraine pendant puis après la chute de l'URSS († 10 mai 2022).
- 1935 : Ronald « Ronnie » Hawkins, chanteur et compositeur canadien d’origine américaine († 29 mai 2022).
- 1936 : Stephen Ambrose, historien américain († 13 octobre 2002).
- 1938 :
  - Donald Knuth, mathématicien et informaticien américain.
  - Josef Koudelka, photographe tchécoslovaque.
  - Frank Mahovlich, hockeyeur professionnel canadien.
  - Willie McCovey, joueur de baseball américain († 31 octobre 2018).
  - Marie-Josée Neuville (Josée Françoise Deneuville dite), chanteuse, comédienne et animatrice française de radio et de télévision († 1er juillet 2023).
- 1939 :
  - Scott McKenzie (Philip Blondheim dit), chanteur américain († 18 août 2012).
  - Salvatore « Sal » Mineo Jr., acteur américain († 12 février 1976).
  - Bill Toomey, décathlonien américain champion olympique.
- 1940 :
  - Guy Chevrette, homme politique québécois.
  - Jacques Ladègaillerie, épéiste français.
  - Christophe Payet, homme politique français.
- 1942 : Walter Hill, cinéaste américain.
- 1943 :
  - James Joseph « Jim » Croce, chanteur, compositeur et guitariste américain († 20 septembre 1973).
  - Pierre Gadonneix, homme d'affaires français.
- 1944 :
  - Bernard Derome, journaliste canadien.
  - Alain Fleischer, réalisateur français.
- 1945 : 
  - Geneviève Amyot, poétesse et romancière québécoise († 11 juin 2000).
  - Roderick David « Rod » Stewart, chanteur britannique écossais.
- 1946 :
  - Georges Beller, acteur et animateur français de télévision.
  - Robert Gadocha, footballeur polonais.
  - Manolo Martínez, matador mexicain († 16 août 1996).
- 1947 : François Le Diascorn, photographe français.
- 1948 :
  - Donald Fagen, chanteur américain.
  - Teresa Graves, actrice américaine († 10 octobre 2002).
  - Michel Roumégoux, homme politique français († 26 novembre 2023).
  - Bernard Thévenet, cycliste français deux fois vainqueur du Tour de France.
- 1949 :
  - George Foreman, boxeur américain.
  - Linda Lovelace (Linda Susan Boreman dite), actrice pornographique américaine († 22 avril 2002).
- 1950 : Sapho (Danielle Ebguy dite), chanteuse française[12].
- 1952 : Clément Jodoin, entraîneur québécois de hockey sur glace.
- 1953 :
  - Pat Benatar (Patricia Mae Andrzejewski ou Giraldo dite), chanteuse américaine.
  - Guido Kratschmer, décathlonien allemand.
  - Robert Woodward « Bobby » Rahal, pilote automobile américain.
- 1954 :
  - Dominique Bertinotti, femme politique française, ancienne ministre et maire du 4e arrondissement de Paris.
  - Kimera ( / Hong Hee Kim 김홍희 dite), artiste lyrique sud-coréenne.
- 1955 : Yasmina Khadra, pseudonyme de Mohammed Moulessehoul, écrivain algérien.
- 1956 : Shawn Colvin, auteure-compositrice, interprète et guitariste américaine.
- 1957 : Dominique Lebrun, prélat français, évêque de Saint-Étienne de 2006 à 2015 puis archevêque de Rouen depuis 2015.
- 1958 :
  - Edward McKay « Eddie » Cheever Jr., pilote automobile américain.
  - You In-tak, lutteur sud-coréen champion olympique.
- 1959 :
  - Sherman Augustus, acteur américain.
  - Philippe Courroye, magistrat français.
  - Chandra Cheeseborough, athlète américaine spécialiste du sprint, double championne olympique.
  - Claudine Ledoux, femme politique française.
- 1960 : 
  - Benoît Pelletier, homme politique et enseignant universitaire québécois († 30 mars 2024).
  - Claudia Losch, athlète allemande championne olympique du lancer du poids.
- 1961 :
  - Yannick Hornez, clown, poète, auteur et journaliste français.
  - William Ayache, footballeur français.
  - Janet Jones (Janet-Marie Gretzky dite), actrice américaine.
- 1962 : Michael Fortier, homme politique canadien.
- 1963 : Normand Léveillé, hockeyeur professionnel québécois.
- 1964 : Évelyne Thomas, animatrice de télévision et de radio française, ancienne modèle pour bustes de "Marianne".
- 1966 : Kennedy McKinney, boxeur américain champion olympique.
- 1967 : Trini Alvarado, actrice américaine.
- 1968 : Attila Repka, lutteur hongrois champion olympique.
- 1971 : Tang Lingsheng, haltérophile chinois champion olympique.
- 1973 : Tanya Streeter, apnéiste américano-britannique.
- 1974 : Steve Marlet, footballeur français.
- 1976 : 
  - 최원영 (배우) (ko) (최성욱) / Choi Won-young (en), acteur sud-coréen.
  - Sandra Dijon-Gérardin, basketteuse française.
  - Liu Guoliang, pongiste chinois double champion olympique.
- 1978 : 
  - Étienne Drapeau, auteur-compositeur et interprète québécois.
  - Ali Kamel Sid El Hadj, footballeur algérien.
- 1980 : Sarah Shahi, actrice américaine d'origine iranienne.
- 1983 :
  - Fregalsi Debesay, cycliste sur route érythréen.
  - Ion Paulică, joueur de rugby roumain.
  - Ryan Roth, cycliste canadien.
- 1984 :
  - Marouane Chamakh (مروان الشماخ), footballeur marocain.
  - Sigamary Diarra, footballeur franco-malien.
  - Kalki Koechlin (कल्की केकलां), actrice indienne d'origine française.
  - Janet Mbugua, actrice kényane.
  - Pierre Ragues, pilote de courses de karting et de courses d'automobile français.
  - Sébastien Le Toux, footballeur franco-américain.
- 1985 : Claudio Capéo, chanteur italo-français.
- 1986 : Ayanna Dyette, joueuse de volley-ball trinidadienne († 1er juillet 2018).
- 1988 :
  - Isabelle Härle, nageuse en eau libre allemand.
  - Marvin Martin, footballeur français.
- 1989 :
  - Wu Jingbiao (吴景彪), haltérophile chinois.
  - Sarah Michel, basketteuse française.
- 1990 :
  - Israa al-Ghomgham, militante saoudienne pour les droits de l'homme.
  - Mario Innauer, sauteur à ski autrichien.
- 1992 :
  - Lukas Pöstlberger, cycliste autrichien.
  - Šime Vrsaljko, footballeur croate.
- 1995 : Maes (Walid Georgey dit), rappeur français.
- 1996 : Issam Ben Khemis (عصام بن خميس), footballeur tunisien.
- 1998 : Tremont Waters, basketteur américain.
- 2000 : Juliette Chappey, actrice française.

### XXIesiècle
- 2006 : Angelina Jordan, chanteuse norvégienne.

## Décès

### VIIesiècle
- 681 : Agathon, 79e pape, en fonction de 678 à 681 (° date inconnue).

### IXesiècle
- 887 : Boson, comte de Provence (° v. 844).

### XIesiècle
- 1030 : Thietmar, margrave de la Marche de l'Est saxonne (° vers 990).

### XIIesiècle
- 1162 : Baudouin III, roi de Jérusalem de 1143 à 1162 (° 1131).
- 1187 : Henri de Sully, prélat catholique et abbé de Fécamp (° date inconnue).

### XIIIesiècle
- 1276 : Grégoire X (Tebaldo Visconti dit), 184e pape de 1272 à 1276 (° 1210).

### XVIIesiècle
- 1645 : William Laud, archevêque de Cantorbéry de 1633 à 1645 (° 7 octobre 1573).
- 1698 : Louis-Sébastien Le Nain de Tillemont, historien français (° 30 novembre 1637).

### XVIIIesiècle
- 1761 : Edward Boscawen, militaire britannique (° 19 août 1711).
- 1778 : Carl von Linné, naturaliste suédois (° 23 mai 1707).

### XIXesiècle
- 1811 : Marie-Joseph Chénier, poète français (° 28 août 1764).
- 1822 : Jean-Pierre, baron de Batz, homme politique français (° 26 janvier 1754).
- 1833 : Adrien-Marie Legendre, mathématicien français (° 18 septembre 1752).
- 1843 : Louis Puissant, géographe français (° 22 septembre 1769).
- 1862 : Samuel Colt, inventeur américain (° 19 juillet 1814).
- 1870 : Victor Noir (Yvan Salmon, dit), journaliste français (° 27 juillet 1848).
- 1882 : Henri Jules Bataille, militaire français (° 6 septembre 1816).
- 1885 : Guillaume Comoy, ingénieur français (° 4 décembre 1803).
- 1886 : 
  - Benjamin F. Conley, homme politique américain (° 1er mars 1815).
  - Adrien de Lavalette, journaliste et entrepreneur français (° 5 janvier 1813).
- 1892 : Heinrich Dorn, compositeur allemand (° 14 novembre 1804).
- 1895 : Benjamin Godard, compositeur français (° 18 août 1849).

### XXesiècle
- 1904 : Jean-Léon Gérôme, peintre et sculpteur français (° 11 mai 1824).
- 1917 : Buffalo Bill (William Frederick Cody dit), chasseur et organisateur de spectacles américain (° 26 février 1846).
- 1934 : Marinus van der Lubbe, militant communiste néerlandais (° 13 janvier 1909).
- 1941 :
  - Frank Bridge, compositeur britannique (° 26 février 1879).
  - Issai Schur (Исай Шур), mathématicien russe (° 10 janvier 1875).
- 1944 : Fernando Magalhães, médecin brésilien (° 18 février 1878).
- 1949 : Émile Othon Friesz, peintre français (° 6 février 1879).
- 1951 :
  - Harry Sinclair Lewis, écrivain américain, prix Nobel de littérature en 1930 (° 7 février 1885).
  - Yoshio Nishina (仁科 芳雄), physicien japonais (° 6 décembre 1890).
- 1952 : Pierre Rectoran, écrivain français (° 28 novembre 1880).
- 1957 : Gabriela Mistral (Lucila de María del Perpetuo Socorro Godoy Alcayaga), poétesse chilienne prix Nobel en 1945 (° 7 avril 1889).
- 1961 : 
  - Dashiell Hammett, écrivain américain (° 27 mai 1894).
  - Isabel Paterson, philosophe canado-américaine (° 22 janvier 1886).
- 1967 : Radhabinod Pal, juriste indien (° 27 janvier 1886).
- 1970 : Pavel Beliaïev (Павел Иванович Беляев), cosmonaute soviétique (° 26 juin 1925).
- 1971 : Coco Chanel (Gabrielle Chasnel dite), styliste française (° 19 août 1883).
- 1973 : 
  - Eberhard Hanfstaengl, historien de l'art allemand (° 10 février 1886).
  - Karl Vollbrecht, chef décorateur allemand (° 16 janvier 1886).
- 1976 : Howlin' Wolf (Chester Arthur Burnett dit), musicien américain (° 10 juin 1910).
- 1980 : George Meany, syndicaliste américain (° 16 août 1894).
- 1981 :
  - Richard Boone, acteur américain (° 18 juin 1917).
  - Fawn McKay Brodie, historienne américaine (° 15 septembre 1915).
- 1984 : Souvanna Phouma, prince et homme politique laotien, Premier ministre du Laos (° 7 octobre 1901).
- 1985 : Anton Karas, compositeur autrichien (° 7 juillet 1906).
- 1986 : Jaroslav Seifert, poète tchécoslovaque, prix Nobel de littérature en 1984 (° 23 septembre 1901).
- 1987 : Marion Hutton, chanteuse et actrice américaine (° 10 mars 1919).
- 1990 : Juliet Berto (Annie Jamet dite), femme de théâtre et de cinéma française (° 16 janvier 1947).
- 1994 : Charles Stoneham « Chub » Feeney (en), gestionnaire américain du baseball majeur (° 31 août 1921).
- 1997 :
  - André Caron, homme politique canadien (° 18 décembre 1944).
  - Elspeth Huxley, écrivaine, journaliste, essayiste et magistrate britannique (° 23 juillet 1907).
  - Sheldon Leonard, acteur et producteur de cinéma américain (° 22 février 1907).
  - Alexander Robert Todd, chimiste britannique, prix Nobel de chimie en 1957 (° 2 octobre 1907).
  - George Lewis Young, footballeur écossais (° 27 octobre 1922).
- 1998 :
  - Georges Coudray, homme politique français (° 2 juin 1902).
  - Joe Yrigoyen, cascadeur américain (° 28 août 1910).
- 1999 : Walter Edward Harris, homme politique canadien (° 14 janvier 1904).
- 2000 :
  - Arthur Batanides, acteur américain (° 9 avril 1923).
  - Sam Jaffe, producteur de cinéma et imprésario américain (° 21 mai 1901).

### XXIesiècle
- 2001 : Jacques Marin, acteur français (° 9 septembre 1919).
- 2002 : Paul Teyssier, linguiste français (° 12 décembre 1915).
- 2003 : Clarence Douglas Dillon, secrétaire américain du Trésor et ambassadeur en France de 1953 à 1957 (° 21 août 1909).
- 2004 :
  - Spalding Gray, acteur américain (° 5 juin 1941).
  - Michèle Perello (Michèle Peirello dite), actrice française (° 28 décembre 1942).
  - Alexandra Ripley, romancière américaine (° 8 janvier 1934).
- 2005 :
  - Joséphine-Charlotte de Belgique, grande-duchesse consort du Luxembourg (° 11 octobre 1927).
  - Le professeur Choron (Georget Bernier dit), humoriste français (° 21 septembre 1929).
  - Jan-Pieter Schotte, prélat belge (° 29 avril 1928).
- 2006 : Philippe Dumat, acteur et doubleur vocal français (° 4 mars 1925).
- 2007 : Carlo Ponti, producteur de cinéma italien (° 11 décembre 1912).
- 2009 :
  - Georges Cravenne (Joseph Cohen dit), producteur et publicitaire français (° 24 janvier 1914).
  - Pio Laghi, cardinal italien (° 21 mai 1922).
  - Jean Pelletier, homme politique québécois (° 21 février 1935).
- 2010 : 
  - Mano Solo (Emmanuel Cabut dit), chanteur français (° 24 avril 1963).
  - Vonny (en verlan Yvonne, Guillaud), chanteuse, comédienne, animatrice de radio et de télévision (° 21 juillet 1933).
- 2011
  - Carlton Chester « Cookie » Gilchrist, joueur américain de football américain (° 25 mai 1935).
  - Margaret Whiting, chanteuse américaine (° 22 juillet 1924).
- 2013 : Claude Nobs, homme de spectacle suisse, fondateur du Montreux Jazz Festival (° 4 février 1936).
- 2014 : Sam Berns (Sampson G. Berns), adolescent américain atteint d'un vieillissement prématuré (° 23 octobre 1996).
- 2015 :
  - Francesco Rosi, cinéaste italien (° 15 novembre 1922).
  - Robert Stone, écrivain américain (° 21 août 1937).
- 2016 :
  - Abbas Bahri (عباس البحر), mathématicien tunisien (° 1er janvier 1955).
  - David Bowie (David Robert Jones dit), musicien et acteur anglais (° 8 janvier 1947).
  - Ann Zeilinger Caracristi, scientifique et cryptanalyste américaine (° 1er février 1921).
  - George Jonas, écrivain et journaliste canadien (° 15 juin 1935).
  - Kalevi Lehtovirta, footballeur finlandais (° 20 février 1928).
- 2017 :
  - Gilbert Ford, joueur de basket-ball américain (° 14 septembre 1931).
  - Buddy Greco, pianiste et chanteur de jazz américain (° 14 août 1926).
  - Roman Herzog, juriste et universitaire allemand, président fédéral d'Allemagne de 1994 à 1999 (° 5 avril 1934).
  - Clare Hollingworth, journaliste et correspondante de guerre britannique (° 10 octobre 1911).
  - Claude Lebey, journaliste, chroniqueur et éditeur gastronomique français (° 20 novembre 1923).
  - Ryszard Parulski, escrimeur polonais (° 9 mars 1938).
  - Oliver Smithies, généticien américain d'origine britannique (° 23 juin 1925).
- 2018 : Eddie Clarke, musicien britannique, guitariste du groupe Motörhead et Fastway (° 5 octobre 1950).
- 2020 :
  - John Crosbie, homme politique canadien de Terre-Neuve-et-Labrador (° 30 janvier 1931).
  - Qabus ibn Saïd, sultan d'Oman (° 18 novembre 1940).
- 2021 :
  - Hubert Auriol, pilote de rallye-raid moto et auto français (° 7 juin 1952).
  - Ángel Sergio Guerrero Mier, homme politique mexicain (° 18 août 1935).
  - Georges Pernoud, journaliste français de télévision, créateur et présentateur d'émissions sur la mer et les voyages (° 11 août 1947).
- 2022 : 
  - Abdellatif M’rah, réalisateur et producteur algérien (° 5 septembre 1945).
  - Margherita de Savoie-Aoste, altesse italienne de l'ancienne famille royale italienne (° 4 avril 1930).
  - Michel Subor, acteur français (° 2 février 1935).
- 2024 :
  - Nono Monzuluku, animateur, compositeur et musicien congolais [ancien membre de Zaïko Langa Langa] (° 1er janvier 1960).
- 2025 :
  - Ievguenia Dobrovolskaïa, comédienne de théâtre et actrice de cinéma soviétique puis russe (° 26 décembre 1964).
  - Thelma Hopkins, athlète de saut en hauteur britannique (° 16 mars 1936).
  - Stanislav Krassovitski, poète, traducteur et clerc non canonique de l'Église orthodoxe russe en exil, soviétique puis russe (° 1er décembre 1935).

## Célébrations

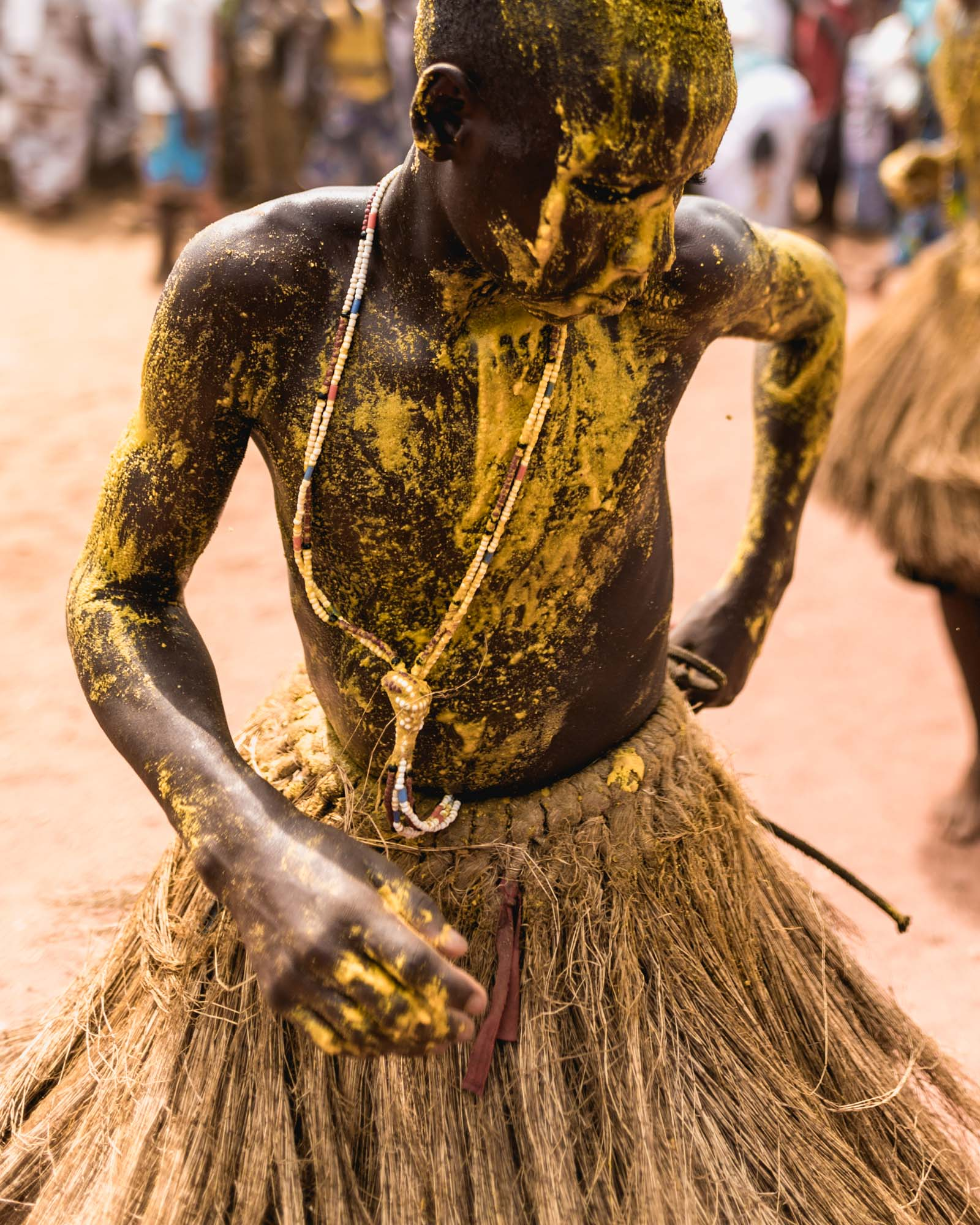
Un danseur koku lors de la fête Vodoun de 2019

### Internationales et nationales
- Bahamas : Majority Rule Day (en) célébrant le jour, férié depuis 2014, où le premier gouvernement de l'État archipel est élu à la majorité absolue en 1967, aussi associé à la fin de l'esclavage en 1836 ainsi qu'à l'indépendance vis-à-vis du Royaume-Uni en 1973.

### Religieuses
- Vaudou : fête nationale de Vodoun au Bénin voire aux Caraïbes depuis l'esclavage dit du commerce triangulaire.

### Saints des Églises chrétiennes

#### Saints catholiques et orthodoxes du jour
Saints catholiques et orthodoxes :
- Agathon († 681), 79e pape.
- Arconce de Viviers († 745), évêque, martyr.
- Dométien de Mélitène († 602), évêque.
- Floride de Dijon († 180), martyre.
- Grégoire de Nysse († 394), père de l'Église.
- Jean de Jérusalem († 417), évêque.
- Marcien († 471), prêtre et économe de l'église Sainte-Sophie à Constantinople.
- Maurille de Cahors († 580), évêque.
- Miltiade († 314), 32e pape.
- Nicanor († 76), un des sept premiers diacres.
- Paul de Thèbes († 345), ermite en Thébaïde (Égypte).
- Pétrone de Die († 463), 4e évêque de Die (actuelle Drôme, Rhône-Alpes-Auvergne, France).
- Pierre Orseolo († 997), 23e doge de Venise.
- Sæthryth ou Sédride († 660), 2e abbesse de l'Abbaye de Faremoutiers.
- Thècle (it) († 264) et sa cousine Justine qui évangélisèrent Lentini (voir 24 septembre).
- Valéric de Bernage († 620), ermite à Saint-Vaury.

#### Saints et bienheureux catholiques du jour
Saints et bienheureux catholiques :
- Adèle de Batz de Trenquelléon († 1828), bienheureuse religieuse française fondatrice de congrégation.
- Anne des Anges Monteagudo († 1686), bienheureuse religieuse espagnole - prieure dans l'Ordre des dominicains.
- Benincasa de Cava (it) († 1194), bienheureux moine - abbé de l'abbaye de Cava.
- Égide de Laurenzana († 1518), bienheureux ermite franciscain à Laurenzana.
- Gonzalve d'Amarante († 1259), bienheureux dominicain portugais ermite à Amarante.
- Grégoire X († 1276), 184e pape - bienheureux.
- Guillaume de Bourges († 1209), 69e archevêque de Bourges, patron de l'université de Paris et des armuriers.
- Léonie Aviat († 1914), religieuse française - fondatrice des oblates de Saint François de Sales.
- Mamerto Esquiú († 1883), bienheureux évêque argentin.
- Marie Dolores Rodriguez Sopeña († 1918), bienheureuse religieuse espagnole - fondatrice de l'institut des dames catéchistes.
- Philippe de Bourges († 1260), bienheureux évêque.

#### Saints orthodoxes du jour,aux dates parfois"juliennes"ou orientales
Saints orthodoxes :
- Antipas l'Hésychaste († 1882), né en Moldavie roumaine, hésychaste, moine roumain du skite athonite de Lakkou (Σκήτη Αγίου Δημητρίου ή Λακκοσκήτη (el) / Schitul Lacu (ro) / Lakkoskiti (en)), puis ascète à Valaam dans le nord de la Russie.
- Paul de Moscou († 1429), ermite russe.
- Théophane le Reclus (1815 - 1894), évêque de Tambov et théologien.

### Prénoms du jour[Où?]
Bonne fête aux Guillaume et ses variantes : Bill, Billie, Glaome, Guglielmo, Guilhaume, Guilhem, Guilhemine, Guillemine, Guillaumette, Guillemette, Guillermo, Gwilherm, Liam, Villem, Vilma, Wilhelm, Wilhelmine, Wilhelmus, Wilhem, Wilek, Wiley, Will, Willem, William, Willis, Wilkes, Wilkie, Willkie, Wills, Willy, Wim (voir aussi 15 mars) ;
- aux Min (diminutif possible des "Guillemine") et ses variantes : Mina, Mine, Minia, Minie, Minna, Minnie, etc.

Et aussi aux :
- Gonzague et ses variantes : Gonzalve, Gonzales, Gonçalves, etc.,
- Miltiade et ses variantes Melchiade, Melchior (6 janvier).

## Traditions et superstitions

### Dictons
- « Beau temps de Saint-Guillaume donne plus de blé que de chaume. »[16],[17] (voir davantage 25 juin).
- « Entre le 10 et le 20 janvier, les plus constants sont les chapiers (drapiers). »[18]

### Astrologie
- Signe du zodiaque : 20e jour du signe astrologique du Capricorne.